# Nærvær og fravær
Nærvær og fravær (eller "fra fravær til nærvær") er betegnelsen på en metode til at bearbejde sygefravær. Ideen er at fokusere på det, der kan give nærvær/trivsel på en arbejdsplads, og derved åbne for en proces, der kan skabe mindre fravær, altså mindre sygefravær. Metoden indebærer en forståelse af, at sygefravær er et anliggende (en udfordring) for alle på arbejdspladsen, og ikke blot noget der berører den enkelte medarbejder individuelt.
En tilsvarende tilgang til emnet sygefravær findes i metoden "langtidsfrisk", hvor man studerer, hvad der gør folk langtidsfriske.
Begge metoder søger at fremme de positive faktorer på arbejdspladsen frem for at modvirke de negative faktorer, og begge metoder arbejder med positive ord og begreber, som lettere kan blive godt modtaget, og som lettere baner vej for erkendelse og holdningsændring, end de "tilsvarende" ord for de negative modsætninger. Muligheder og ressourcer fremhæves i stedet for at (direkte) angribe problemer og begrænsninger.